# Tijuca Tênis Clube
O Tijuca Tênis Clube (TTC) é um clube social, esportivo e recreativo brasileiro, sediado na Tijuca, na cidade do Rio de Janeiro, capital do estado homônimo.
Foi fundado em 11 de junho de 1915, na Rua Uruguai, 391, residência do Coronel Joaquim Ferreira da Cunha Barbosa, com o nome de Tijuca Lawn Tennis Club, para ser frequentado pelas famílias e facilitar a aproximação entre os jovens. Com o tempo a sua denominação foi adequada ao idioma português..
Seu primeiro presidente foi Américo Leonardo Pereira, entre 1915 e 1916, que teve como missão oficializar sua fundação. Em seu mandato foi feito o desenho do escudo do clube, de autoria de J. J. Trinas, foram escolhidas suas cores oficiais - vermelho e branco - e o clube foi instalado na Rua Conde de Bonfim, atual 451. Na época possuía apenas uma quadra de tênis. Em 1931, já tinha sua sede colonial e trazia para a Tijuca sua primeira piscina.
O TTC ocupa uma área de 48 mil m², onde se pratica nado sincronizado, futebol, basquete, vôlei, lutas, natação, ginástica olímpica, xadrez, tênis, peteca e pólo aquático. Tem como destaque seu ginásio que sedia jogos da principais competições nacionais de basquete e vôlei, suas oito quadras de tênis, seu Parque Aquático com quatro piscinas, uma delas, olímpica. É um dos clubes do Rio que possui o maior número de associados.

## Basquetebol

### História do time masculino

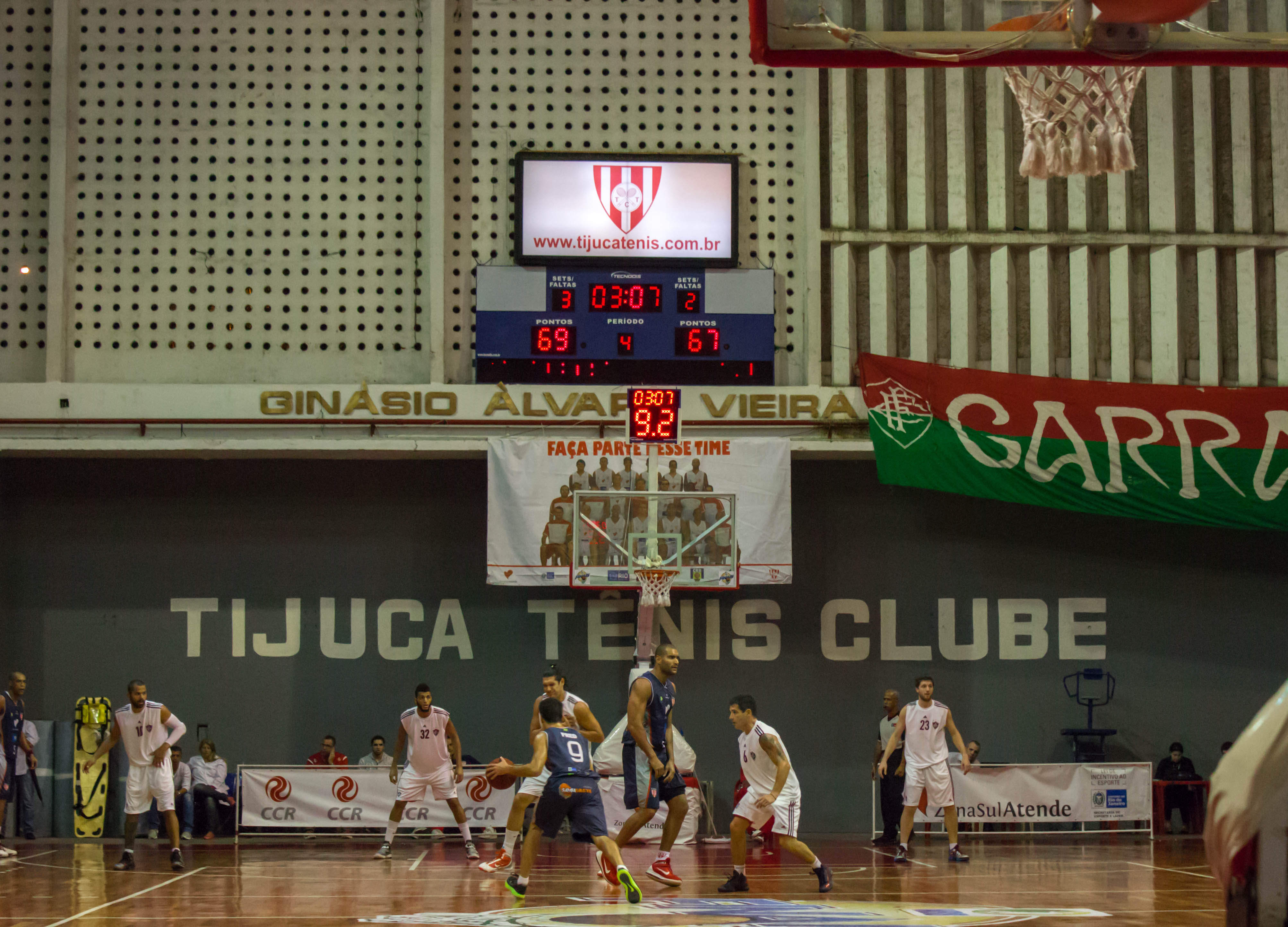
Tijuca Tênis Clube x Fluminese, em disputa por uma vaga no NBB 13/14

Apesar de ser originalmente um clube de tênis, o basquete acabou se tornando o esporte mais praticado e reconhecido no clube. A tradição do Tijuca no basquetebol vem de muito tempo. O clube foi vice-campeão estadual de basquete nos anos de 1945, 1960, 1961, 1993, 1994, 1995, 1996, 2010, 2011, 2012 e 2020. As divisões de base do clube revelaram vários talentos para o basquetebol nacional. Um dos jogadores de maior expressão nacional a ter passado pelo clube foi Marcelinho Machado, vindo do Fluminense FC.
A nível nacional, o Tijuca foi campeão da Liga Nacional B em 1997, derrotando o Uberlândia TC na série final por 2 a 0. Naquele elenco estavam Marcelinho Machado, Arnaldinho e Mãozão, comandados por Emanuel Bonfim. Em 2011, a equipe de basquete conquistou a Supercopa Brasil, na qual bateu na final, jogando em seu ginásio, a Liga Sorocabana por 77 a 73, assegurando vaga no Novo Basquete Brasil e tornando-se bicampeão brasileiro da segunda divisão. O time era formado pelos atletas Marcellus, Ricardinho, Diego Conceição, Julian Aprea e Casé. A equipe comandada pelo técnico Miguel Palmier Leal ainda tinha no banco de reservas o norte-americano T.J. Benson, o veterano Olívia, e os pivôs Rodrigo Bahia, Carlão e Darlan.
O Tijuca Tênis Clube participou do Campeonato Nacional de Basquete nos anos de 1994, 1995, 1998 e 2004 e do Novo Basquete Brasil nas temporadas 2011-12 e 2012-13.

#### Últimas temporadas
Legenda:
| Campeão Vice-campeão | Classificado à Liga das Américas Classificado à Liga Sul-Americana | Classificado à Fase Final dos Playoffs NBB Classificado à Fase Classificatória dos Playoffs NBB | Participou do Torneio de Ascenso e Descenso (não foi rebaixado) Participou do Torneio de Ascenso e Descenso (foi rebaixado) |

- NBB = Novo Basquete Brasil
- SCB = Supercopa Brasil de Basquete
- CBC = Campeonato Brasileiro de Clubes

#### Principais títulos
| Nacionais      | Nacionais                           | Nacionais | Nacionais         |
|                | Competição                          | Títulos   | Temporada         |
| -------------- | ----------------------------------- | --------- | ----------------- |
| Brasil         | Campeonato Brasileiro - 2.ª Divisão | 2         | 1997 e 2011       |
| Estaduais      |                                     |           |                   |
|                | Competição                          | Títulos   | Temporada         |
| Rio de Janeiro | Torneio Carioca                     | 1         | 2011              |
| Rio de Janeiro | Taça Kanela                         | 3         | 1982, 1986 e 1993 |
| Rio de Janeiro | Torneio Rio-Open                    | 1         | 2003              |

##### Outros títulos no basquete masculino

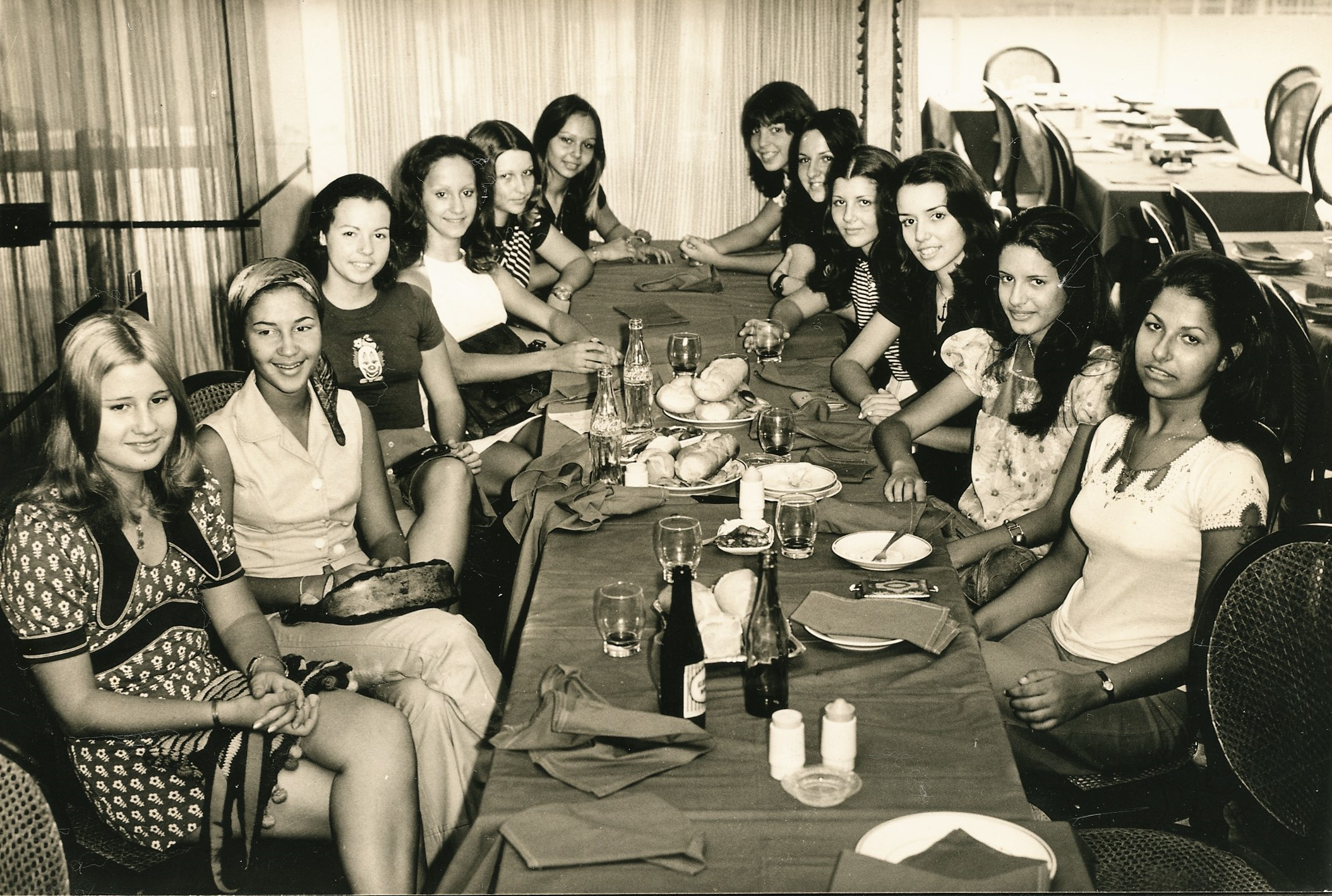
Debutantes do Tijuca Tênis Clube, em 4 de novembro de 1972.

- Campeonato Estadual Aspirante: 1958; 1964 e 1970
- Campeonato Estadual Juvenil: 1936; 1942; 1946; 1956; 1958; 1959; 1960; 1978; 1996; 1997 (Junto a Flamengo e Olaria); 1998 e 2012
- Campeonato Estadual Infanto-juvenil: 1974; 1976; 1996; 1997 (Junto a Fluminense e Vasco) e 1998
- Campeonato Estadual Infantil: 1958 (Torneio Infantil); 1966; 1969; 1970 (Torneio Infantil); 1971 (Torneio Infantil); 1972; 1973; 1974; 1979; 1988; 1990; 1995; 2000; 2001; 2007 (Junto a Botafogo); 2010; 2014 e 2015
- Campeonato Estadual Mirim: 1983; 1985; 1988; 1993; 1998; 1999; 2004; 2007 (Junto a Botafogo); 2012 e 2013

### Títulos estaduais no basquete feminino
- Torneio Adulto: 1939 e 1949
- Campeonato Estadual Infantil: 2003 e 2005
- Campeonato Estadual Mirim: 2002
- Copa Eugênia Borer Mirim: 2001 e 2002

## Vôlei
Na temporada 2024/25, da Superliga Feminina de Vôlei - Série B, o Tijuca ficou com o vice-campeonato, classificando-se para a disputa da Superliga A na temporada 2025/26.

### Elenco atual
Elenco da equipe feminina do Tijuca Tênis Clube para a temporada 2025/2026.

### Títulos Estaduais no Voleibol Masculino
- Campeonato Estadual Adulto: 2003 e 2020
- Campeonato Estadual Juvenil: 1966; 1996; 1997 e 2010
- Campeonato Estadual Infanto-juvenil: 1997; 2004; 2008 e 2012
- Campeonato Estadual Infantil: 1995; 1997; 1999; 2004; 2010 e 2014
- Campeonato Estadual Mirim: 1973; 1997; 1999; 2000 e 2003

### Títulos estaduais no voleibol feminino
- Campeonato Estadual Juvenil: 1960; 1961; 1965; 1966; 1967; 1968; 1970 e 1997
- Campeonato Estadual Infanto-juvenil: 1977 e 2004
- Campeonato Estadual Infantil: 1997 e 2015
- Campeonato Estadual Mirim: 1969; 1995; 1996; 1999 e 2012